# Hawa Conté
 Hawa Conté (* 30. September 1987 in Conakry) ist eine guineische Fußballnationalspielerin.

## Karriere

### Verein
Conté startete ihre Karriere mit Makona fc de Guéckédou. 2004 verließ sie ihren Heimatverein und wechselte für ihre Seniorenkarriere zum AS Bolonta FC de Matoto. Mit dem Verein aus Conakry gewann sie 2009 die höchste guineische Frauenliga, die Championnat Guinée. 2011 verließ sie ihre Heimat Guinea und wechselte in die höchste ivorische Frauenliga zu Onze Sœurs de Gagnoa.

### Nationalmannschaft
Conté ist gegenwärtig Mannschaftskapitän der  guineischen Frauen-Fußballnationalmannschaft.